# LIGO

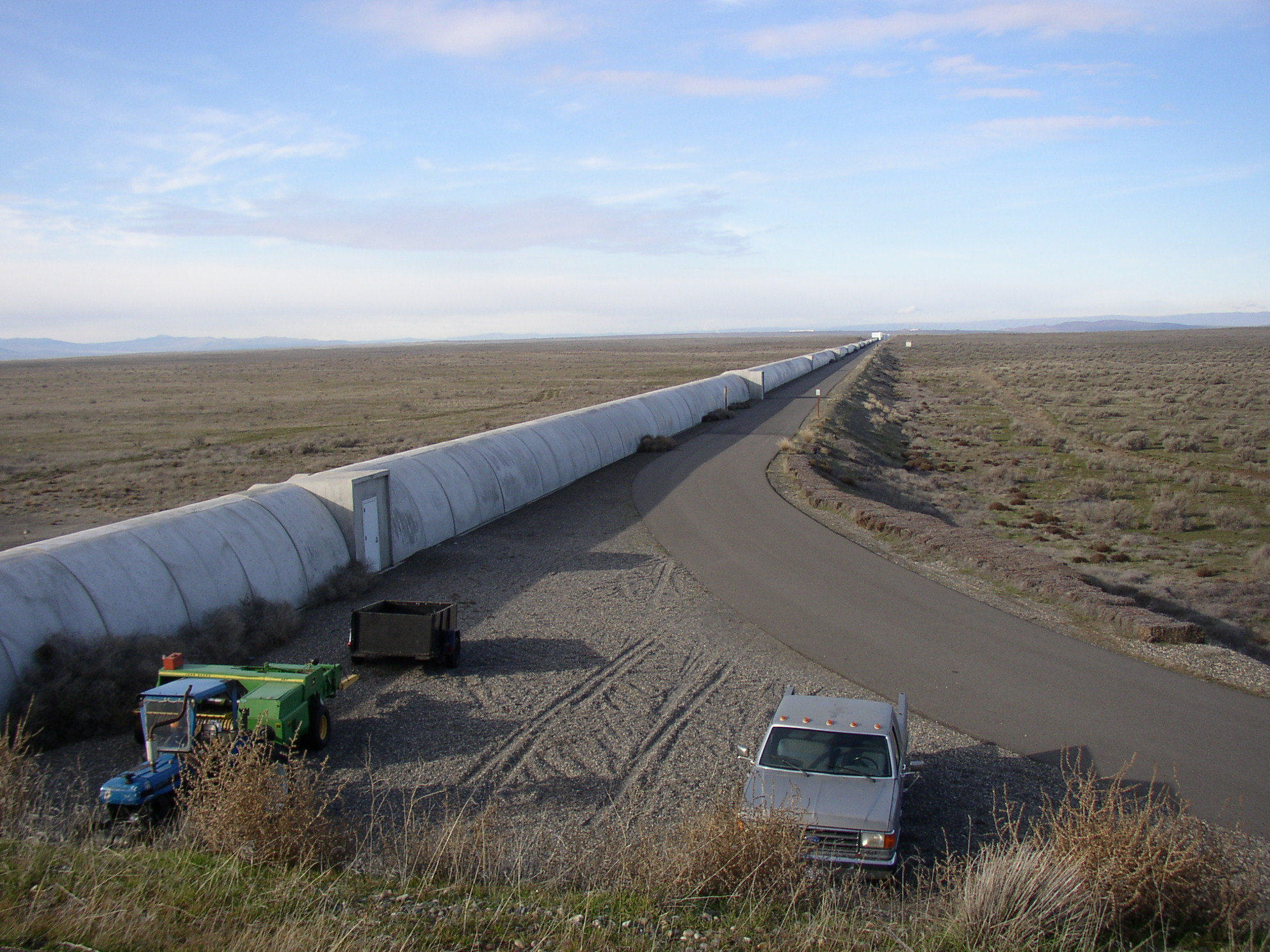
Nördlicher Arm des LIGO-Interferometers in Hanford

Das Laser Interferometer Gravitational-Wave Observatory, kurz LIGO, ist das Gravitationswellen-Observatorium, das zusammen mit VIRGO 2015 erstmals die Wirkung einer Gravitationswelle lokal nachweisen konnte. Ursprünglich 1992 von Kip Thorne, Ronald Drever (Caltech) und Rainer Weiss (MIT) gegründet, beschäftigt das Projekt inzwischen hunderte Wissenschaftler in über 40 Instituten weltweit. Forscher dieser Gruppe erhielten 2017 den Nobelpreis für Physik.
LIGO besteht aus zwei Observatorien, die sich in Hanford (Washington) und in Livingston (Louisiana) befinden.
Die Anfänge waren Ende der 1970er Jahre am Caltech, initiiert von Kip Thorne und Rochus (Robbie) Vogt und mit Ronnie Drever und Stanley E. Whitcomb. Anfang der 1990er Jahre entwickelte sich die Zusammenarbeit mit dem MIT. Wichtige Leiter des Projekts waren Whitcomb und Barry Barish, die dafür auch 2017 mit der Henry-Draper-Medaille ausgezeichnet wurden.
Sprecher der LIGO Scientific Collaboration (LSC) ist derzeit Patrick Brady (Wahl 2019), geschäftsführender Direktor des LIGO Laboratory ist seit 2011 David Reitze. Als gewählte Sprecher von LIGO erhielten Gabriela González, David Reitzer und Peter Saulson (der erste gewählte Sprecher) 2016 den NAS Award for Scientific Discovery. Zu den leitenden Wissenschaftlern gehört Peter Fritschel vom MIT. Der Forschungsverbund LIGO, darunter das Max-Planck-Institut für Gravitationsphysik und das Laser Zentrum Hannover, wurde mit dem Breakthrough Prize in Fundamental Physics ausgezeichnet.

## Aufgabe
Die Hauptaufgabe des LIGO ist die direkte Messung von Gravitationswellen kosmischen Ursprungs. Die allgemeine Relativitätstheorie  von Albert Einstein sagt diese Wellen vorher. Diese Gravitationswellen konnten erstmals von Forschern der LIGO-Kollaboration durch die erste erfolgreiche direkte Messung von Gravitationswellen im September 2015 aufgrund einer Kollision zweier Schwarzer Löcher bestätigt werden, wie im Februar 2016 bekanntgegeben wurde.
Einen indirekten Hinweis auf die Existenz dieser Wellen gibt es durch den im Jahre 1974 durch Russell Hulse entdeckten Doppelpulsar PSR J1915+1606. Die Variationen in der Umlaufbahn dieses Doppelsystems stimmen mit den Vorhersagen der Allgemeinen Relativitätstheorie zur Abstrahlung von Gravitationswellen überein. Für diese Entdeckung erhielt Russell Hulse im Jahre 1993 den Nobelpreis für Physik.
Der direkte Nachweis von Gravitationswellen ermöglicht neben der Astronomie im elektromagnetischen Bereich und der Neutrinoastronomie eine neue Art der Astronomie. Deshalb wurde in den 1960er Jahren versucht, mittels Resonanz-Zylindern Gravitationswellen zu messen, allen voran durch Joseph Weber. In den 1970er Jahren wurde von Rainer Weiss die Möglichkeit der Verwendung von Interferometern für diese Suche realisiert.
Im Jahre 1992 wurde LIGO gegründet, die Bauarbeiten an beiden Detektoren waren 1999 abgeschlossen. Nach ersten Tests und Feinjustierungen der Systeme fand im August 2002 die erste wissenschaftliche Messperiode statt. Ende 2007 endete die fünfte Messperiode, nachdem zwei Jahre lang Daten mit seinerzeit höchster Empfindlichkeit gewonnen worden waren. Am 11. Februar 2016 gaben die LIGO- und VIRGO-Kollaborationen in einer Pressemitteilung bekannt, dass sie am 14. September 2015 erstmals Gravitationswellen direkt nachgewiesen hatten. Am 26. Dezember 2015 wurde ein zweites Ereignis beobachtet, wie am 15. Juni 2016 bekanntgegeben wurde. Bis Ende der zweiten Beobachtungsperiode im August 2017 wurden insgesamt weitere vier Ereignisse beobachtet. Der nächste Lauf begann im April 2019.

## Observatorien
LIGO betreibt zwei Observatorien, die sich in Hanford (Washington) und in Livingston (Louisiana) befinden und etwa 3000 km voneinander entfernt sind. Für die Strecke zwischen den beiden Stationen benötigt Licht 10 ms. Da sich Gravitationswellen mit Lichtgeschwindigkeit ausbreiten, kann aus dem Laufzeitunterschied zwischen mindestens drei in diesen Observatorien gemessenen Signalen auf die Position der eigentlichen Quelle am Himmel geschlossen werden. Außerdem können dadurch irdische Störungen, die sich langsamer ausbreiten (wie Vibrationen, entfernte Erdbeben etc.), ausgeschlossen werden.
Jedes Observatorium besitzt ein L-förmiges Ultrahochvakuumsystem mit einer Schenkellänge von jeweils vier Kilometern, in dem ein Laser-Interferometer untergebracht ist. Das Observatorium in Hanford besitzt ein zweites, im selben Vakuumsystem untergebrachtes Interferometer mit einer Schenkellänge von zwei Kilometern.

## Funktionsweise

Vereinfachter Aufbau des LIGO

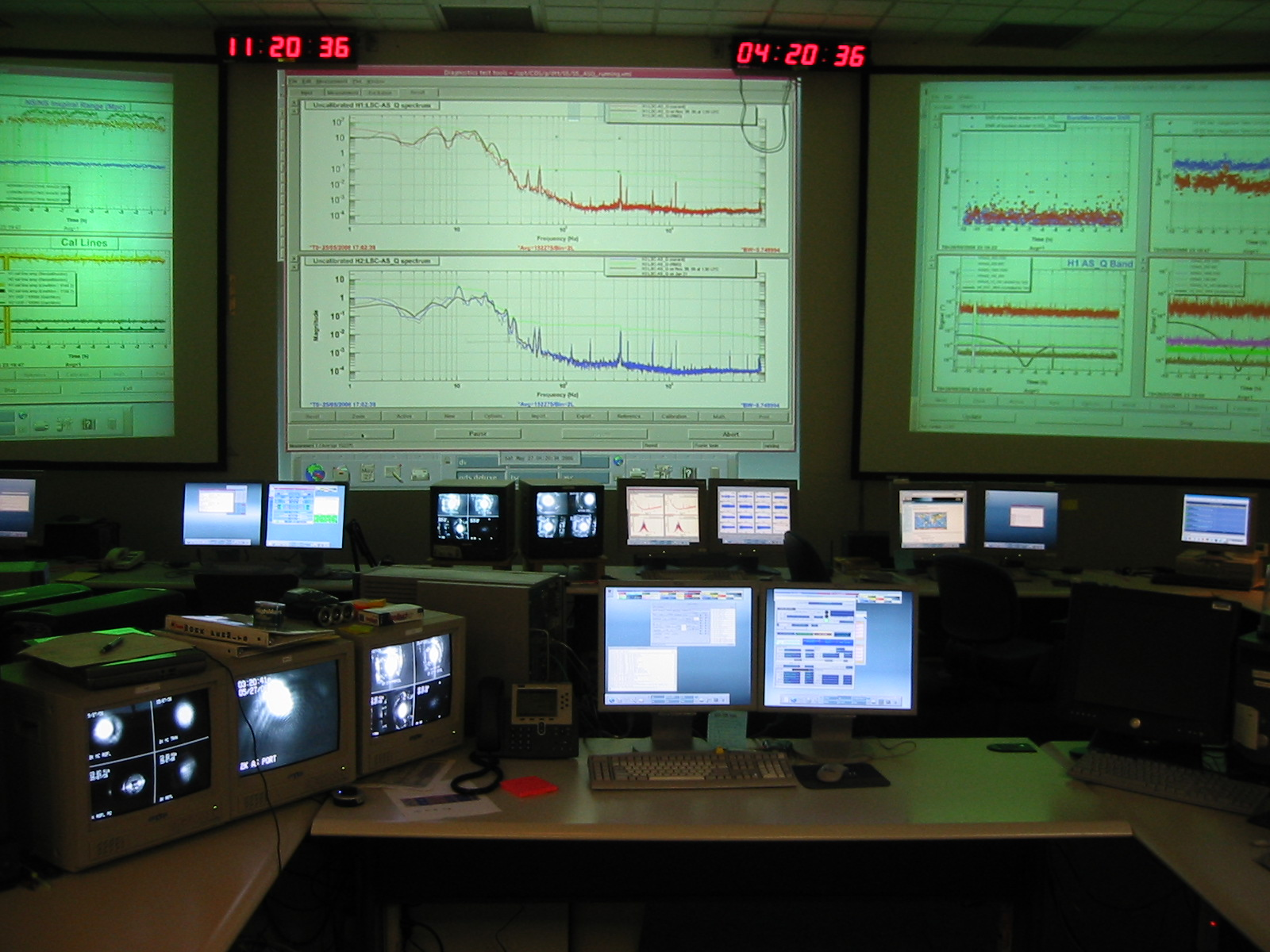
Kontrollraum des LIGO-Observatoriums in Hanford, 2005

In den rechtwinklig zueinander stehenden Armen der Observatorien laufen Laserstrahlen, die ein Michelson-Interferometer bilden.
An der Hauptstation des Observatoriums (die Ecke des L, in der sich die beiden Arme kreuzen) wird ein stabilisierter Laserstrahl von 200 W Leistung zunächst durch einen Spiegel geschickt, der das Laserlicht zwar in das System lässt, aber nicht in die umgekehrte Richtung (power-recycling mirror). Dadurch wird die Leistung des Laserlichtes im Interferometer auf 700 kW erhöht, was die Empfindlichkeit erhöht.
Danach trifft der Strahl auf einen Strahlteiler, an dem der Strahl geteilt wird und jeweils zur Hälfte in die beiden 4 km langen Arme geschickt wird (bzw. der 2 km langen Arme im zweiten Interferometer in Hanford). In jedem Arm untergebracht ist ein Fabry-Pérot-Resonator, bestehend aus zwei Spiegeln (davon einer teildurchlässig), so dass das Licht etwa 280-mal diese Strecke durchläuft, ehe es durch den teildurchlässigen Spiegel tritt und wieder auf den Strahlteiler trifft. Durch diese Technik der Mehrfachreflexionen wird die effektive Lauflänge des Lichtes auf 1120 km vergrößert, was wiederum die Empfindlichkeit des Instrumentes erhöht.
Am Strahlteiler in der Eckstation werden beide Teilstrahlen auf eine Fotodiode gelenkt, welche die Intensität des dort ankommenden Lichtes misst. Das Interferometer, insbesondere die verstellbaren Spiegel an den Enden der beiden Arme, wird so eingestellt, dass sich die beiden Teilstrahlen gerade auslöschen (siehe Interferenz) und somit bei der Fotodiode idealerweise kein Licht ankommt. Aufgrund von Störeinflüssen muss das System ständig justiert werden, um die Auslöschung der beiden Teilstrahlen zu erreichen.
Durchquert eine Gravitationswelle das Observatorium, ändern sich die relativen Längen der Arme des Interferometers: Ein Arm oder beide Arme können sich (um unterschiedliche Beträge) verlängern oder verkürzen. Das ruft eine Phasenverschiebung der beiden Teilwellen des Laserlichtes hervor und deren Interferenz ändert die Intensität des gemessenen Lichtes.
Durch die verwendete Kombination aus Spiegeln, der Laserintensität und der Fabry-Pérot-Kavität innerhalb des Systems sind die Observatorien in der Lage, einen relativen Unterschied der beiden Armlängen von 10−22 zu messen. Das entspricht über die Armlänge etwa einem Tausendstel Protonenradius.
Die Messtechnik reagiert empfindlich sowohl auf äußere Einflüsse wie Bewegungen im Erdreich (Erdbeben, Wellen an entfernten Stränden), wetterbedingte Auswirkungen (Wind), Straßenverkehr als auch auf interne Einflüsse wie thermische Bewegungen der Atome in den Spiegeln, in den Tunneln gestreutes Licht usw. Die Aufgabe der Datenanalysten ist es unter anderem, ein Gravitationssignal aus diesen Störeffekten herauszufiltern.